# Lachnomyrmex platynodus
Lachnomyrmex platynodus (лат.) — вид муравьёв рода Lachnomyrmex из подсемейства Myrmicinae (Formicidae). Неотропика.

## Распространение
Южная Америка (Гайана). Встречен в предгорном влажном лесу на высоте 1300 м (Mt. Ayanganna).

## Описание
Мелкого размера муравьи тёмно-коричневого и чёрного цвета, ноги и усики светлее (длина тела около 3 мм). Длина головы рабочих (HL) 0,72 мм, ширина головы (HW) 0,72 мм. Отличаются гладким дорзумом стебелька, плоским узелком петиоля, почти чёрным цветом и лишь несколькими волосками (около 5) на первом тергите брюшка. Стебелёк между грудкой и брюшком состоит из двух узловидных члеников (петиоль и постпетиоль).
Вид был впервые описан в 2008 году американскими мирмекологами Карлосом Роберто Ф. Брандао (англ. Brandao, Carlos R. F.) и Родриго М. Фейтоза (Feitosa, Rodrigo M.). Видовое название дано по признаку плоской формы узелка стебелька.

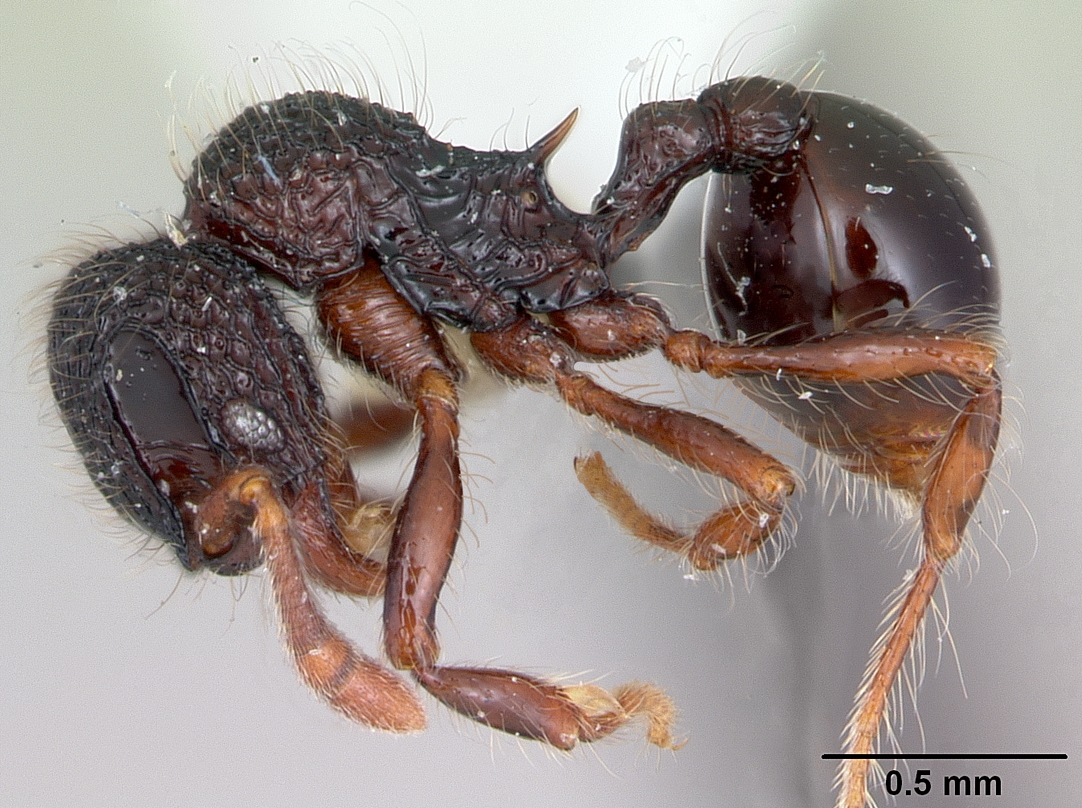
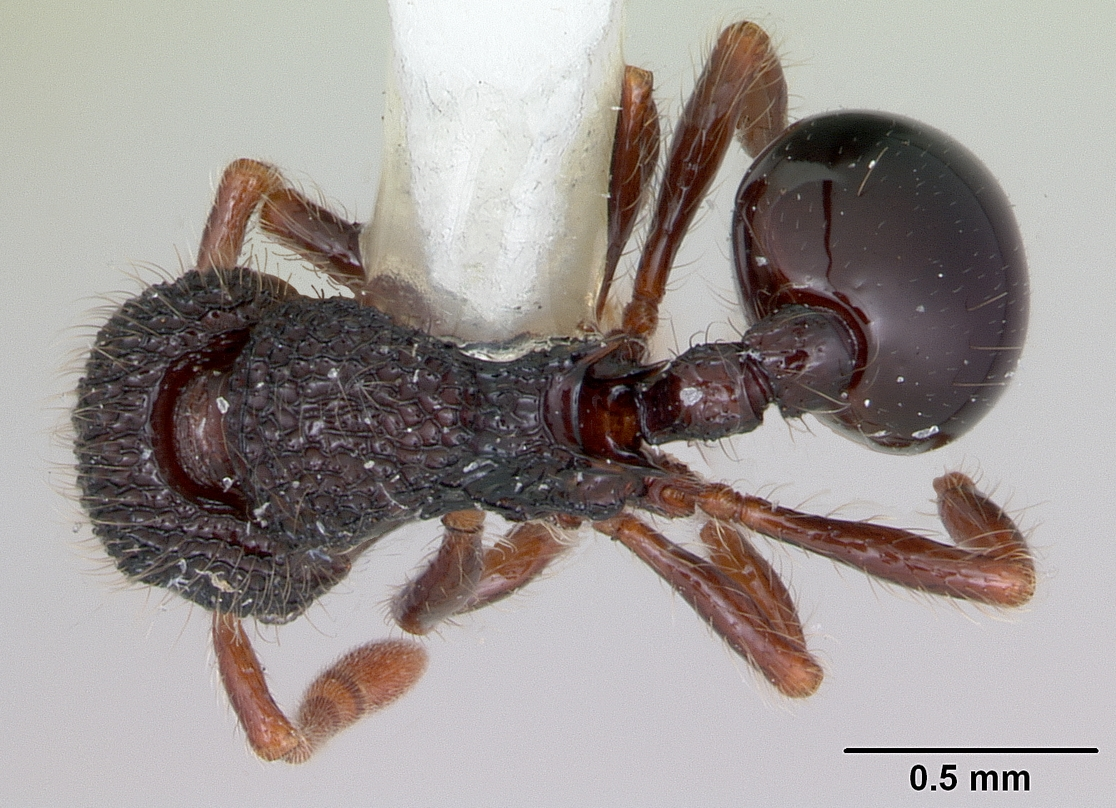